# Torres Vedras
Torres Vedras – miejscowość w Portugalii, leżąca w dystrykcie Lisboa, w regionie Centrum, w podregionie Oeste. Miejscowość jest siedzibą gminy o tej samej nazwie.

## Zabytki
- Zamek w Torres Vedras
- Zamek w Torres Novas

## Demografia
| Liczba ludności gminy Torres Vedras (1801–2011) | Liczba ludności gminy Torres Vedras (1801–2011) | Liczba ludności gminy Torres Vedras (1801–2011) | Liczba ludności gminy Torres Vedras (1801–2011) | Liczba ludności gminy Torres Vedras (1801–2011) | Liczba ludności gminy Torres Vedras (1801–2011) | Liczba ludności gminy Torres Vedras (1801–2011) | Liczba ludności gminy Torres Vedras (1801–2011) | Liczba ludności gminy Torres Vedras (1801–2011) | Liczba ludności gminy Torres Vedras (1801–2011) |
| ----------------------------------------------- | ----------------------------------------------- | ----------------------------------------------- | ----------------------------------------------- | ----------------------------------------------- | ----------------------------------------------- | ----------------------------------------------- | ----------------------------------------------- | ----------------------------------------------- | ----------------------------------------------- |
| 1801                                            | 1849                                            | 1900                                            | 1930                                            | 1960                                            | 1981                                            | 1991                                            | 2001                                            | 2004                                            | 2011                                            |
| 17 244                                          | 15 021                                          | 35 726                                          | 47 917                                          | 58 837                                          | 65 039                                          | 67 185                                          | 72 250                                          | 75 494                                          | 79 465                                          |

## Sołectwa
Sołectwa gminy Torres Vedras (ludność wg stanu na 2011 r.)
- A dos Cunhados – 8459 osób
- Campelos – 2827 osób
- Carmões – 831 osób
- Carvoeira – 1583 osoby
- Dois Portos – 2124 osoby
- Freiria – 2461 osób
- Maceira – 1932 osoby
- Matacães – 1087 osób
- Maxial – 2751 osób
- Monte Redondo – 795 osób
- Outeiro da Cabeça – 840 osób
- Ponte do Rol – 2444 osoby
- Ramalhal – 3472 osoby
- Runa – 1004 osoby
- Santa Maria do Castelo e São Miguel – 6665 osób
- São Pedro da Cadeira – 5077 osób
- São Pedro e Santiago – 17 965 osób
- Silveira – 8530 osób
- Turcifal – 3342 osoby
- Ventosa – 5276 osób